# Ээя
Ээ́я (также Эя, Эея, Эа, др.-греч. Αἰαία) — в древнегреческой мифологии остров, который посещает Одиссей. «Греческое восклицание скорби, ставшее нарицательным именем». Его точная локализация вызывала споры с античности до наших дней.
Родина Кирки (либо родина Калипсо); либо это мыс с жилищем Кирки на Тирренском море. Либо находился там, где восходит Гелиос, у Колхиды. По Ферекиду, на этом острове находилось золотое руно.
По другой группе версий, находился в Средиземном море. Ээя отождествлялась с островом Энария у Кум.

## Ээя в литературе
В романе Ричарда Олдингтона «Все люди враги» (1933), Ээя (англ. Aeaea, в русском переводе — Эа) — остров «в двенадцати часах пути от Неаполя», где встречаются главные герои романа.